# Ferry IV van Lotharingen
Ferry IV van Lotharingen (Gondreville, 15 april 1282 - Parijs, 23 augustus 1328) was de oudste zoon van hertog Thiebaut II van Lotharingen en Isabella van Rumigny.
Hij was hertog van Lotharingen van 1312 tot 1328 in opvolging van zijn vader.
Bij de verkiezing voor de opvolging van keizer Hendrik VII in 1313, koos hij de zijde van Frederik van Habsburg, zijn schoonbroer ten slotte, tégen de kandidatuur van keizer Lodewijk de Beier. De rivaliteit tussen beiden werd hoog oplopend en zou beslecht worden in de Slag bij Mühldorf in 1322. Ferry IV, aan de zijde van de verliezende Oostenrijkse partij, geraakte hierbij gevangen. Koning Karel IV van Frankrijk bemiddelde voor zijn vrijlating, mits hij beloofde zich niet meer te mengen in aangelegenheden van het Heilige Roomse Rijk. Dit versterkte de reeds begonnen afhankelijkheid van Lotharingen tegenover Frankrijk.
Ferry huwde in 1304 met Elisabeth van Habsburg (1285-1352), de dochter van keizer Albrecht I. Zij hadden de volgende kinderen:
- hertog Rudolf van Lotharingen (1320-1346) (Raoul)
- Margaretha, gehuwd met Jan van Chalon, heer van Auberive (-1350), nadien met graaf Koenraad van Freiburg en met Ulrich (-1377), heer van Rappoltstein .

## Voorouders
| Voorouders van Ferry IV van Lotharingen (1282-1328) | Voorouders van Ferry IV van Lotharingen (1282-1328)                        | Voorouders van Ferry IV van Lotharingen (1282-1328)                        | Voorouders van Ferry IV van Lotharingen (1282-1328)                               | Voorouders van Ferry IV van Lotharingen (1282-1328)                               | Voorouders van Ferry IV van Lotharingen (1282-1328)                        | Voorouders van Ferry IV van Lotharingen (1282-1328)                        | Voorouders van Ferry IV van Lotharingen (1282-1328)                        | Voorouders van Ferry IV van Lotharingen (1282-1328)                        |
| --------------------------------------------------- | -------------------------------------------------------------------------- | -------------------------------------------------------------------------- | --------------------------------------------------------------------------------- | --------------------------------------------------------------------------------- | -------------------------------------------------------------------------- | -------------------------------------------------------------------------- | -------------------------------------------------------------------------- | -------------------------------------------------------------------------- |
| Overgrootouders                                     | Mattheus II van Lotharingen (1193-1251) ∞ Catharina van Limburg (-1255)    | Mattheus II van Lotharingen (1193-1251) ∞ Catharina van Limburg (-1255)    | Theobald I van Navarra (1201-1253) ∞ Margaretha van Bourbon-Dampierre (1211-1256) | Theobald I van Navarra (1201-1253) ∞ Margaretha van Bourbon-Dampierre (1211-1256) | ? (–) ∞ ? (-)                                                              | ? (–) ∞ ? (-)                                                              | ? (–) ∞ ? (-)                                                              | ? (–) ∞ ? (-)                                                              |
| Grootouders                                         | Ferry III van Lotharingen (1240-1302) ∞ Margaretha van Navarra (-1307)     | Ferry III van Lotharingen (1240-1302) ∞ Margaretha van Navarra (-1307)     | Ferry III van Lotharingen (1240-1302) ∞ Margaretha van Navarra (-1307)            | Ferry III van Lotharingen (1240-1302) ∞ Margaretha van Navarra (-1307)            | Hugo van Rumigny (-) ∞ Philippine d'Oulche (-)                             | Hugo van Rumigny (-) ∞ Philippine d'Oulche (-)                             | Hugo van Rumigny (-) ∞ Philippine d'Oulche (-)                             | Hugo van Rumigny (-) ∞ Philippine d'Oulche (-)                             |
| Ouders                                              | Theobald II van Lotharingen (1263-1312) ∞ Isabella van Rumigny (1263-1326) | Theobald II van Lotharingen (1263-1312) ∞ Isabella van Rumigny (1263-1326) | Theobald II van Lotharingen (1263-1312) ∞ Isabella van Rumigny (1263-1326)        | Theobald II van Lotharingen (1263-1312) ∞ Isabella van Rumigny (1263-1326)        | Theobald II van Lotharingen (1263-1312) ∞ Isabella van Rumigny (1263-1326) | Theobald II van Lotharingen (1263-1312) ∞ Isabella van Rumigny (1263-1326) | Theobald II van Lotharingen (1263-1312) ∞ Isabella van Rumigny (1263-1326) | Theobald II van Lotharingen (1263-1312) ∞ Isabella van Rumigny (1263-1326) |